# Jagdgeschwader 300
La Jagdgeschwader 300 (JG 300) est une escadre de chasse de la Luftwaffe pendant la Seconde Guerre mondiale. Active de 1943 à 1945, l'unité était destinée aux missions Wilde Sau avant d'être pleinement incorporée à la défense aérienne du Reich.

## Opérations
La JG 300 opéra sur des chasseurs Messerschmitt Bf 109G et K, ainsi que des Focke-Wulf Fw 190A et D,.

### Truie sauvage (1943)

#### Un nouveau type de combat

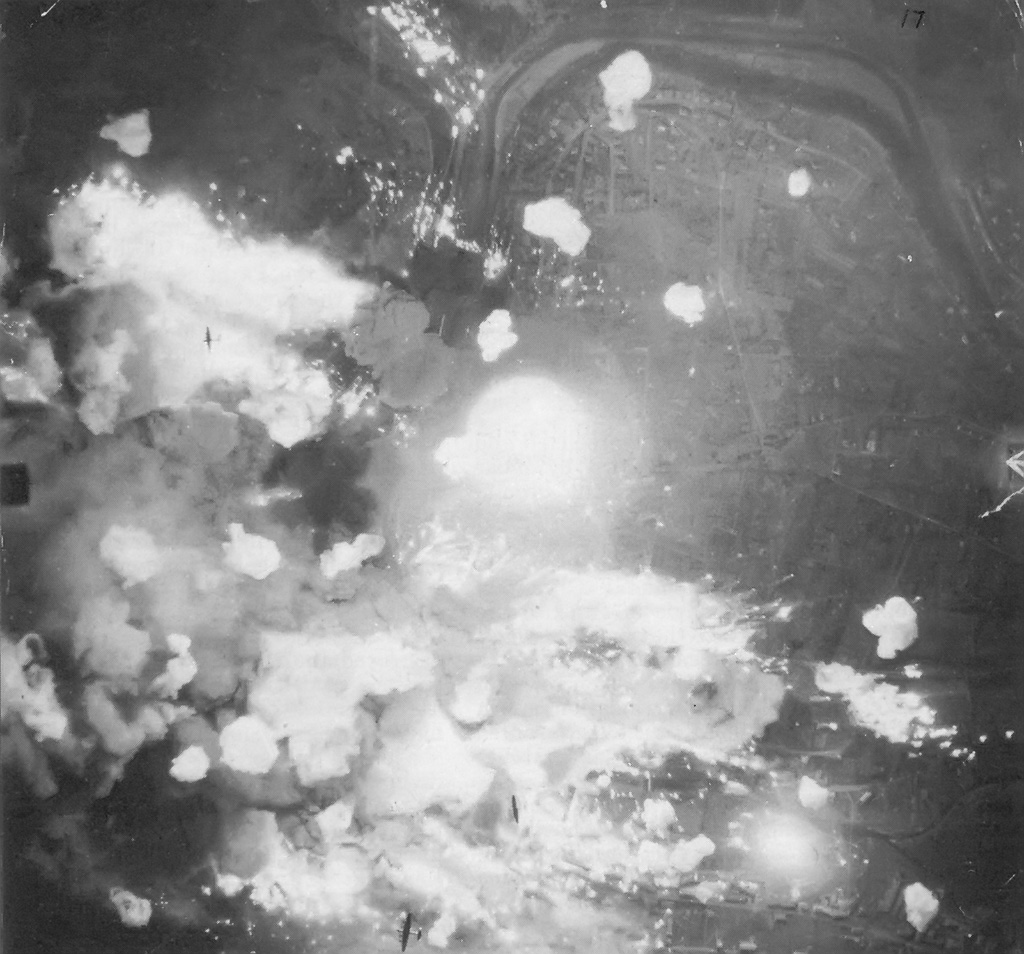
Les attaques nocturnes de bombardiers anglais (ici des Lancaster) illuminaient les nuits.

La JG 300 résulte simplement de la numérotation officielle de la JG Herrmann. Cette unité atypique alors en lice depuis le printemps 1943 s'est spécialisée dans la chasse de nuit sur monomoteur, grâce à une technique dénommée Wilde Sau (truie sauvage). Elle consistait à profiter de la clarté résultant des incendies créés par les frappes des appareils du Bomber Command pour cibler les bombardiers anglais rendus visibles au-dessus du sol. Les premiers essais furent menés en mai 1943 au sein du N.J.V.K. sous le commandement du Major Hans-Joachim Herrmann également créateur de la tactique. La première victoire fut très probablement obtenue dans la nuit du 13 au 14 mai tout comme la première perte matérielle, due cependant à la Flak allemande. Cette unité devient la JG Hermann à la mi-juillet avec un Stab de commandement et trois groupes (Gruppen) de trois escadrilles (Staffeln). Empruntant initialement des chasseurs d'escadre de jour, la JG Herrmann reçoit bientôt ses propres appareils tout neufs : les I. et III. Gruppe opèrent sur Bf 109 tandis que le Stab et le II. Gruppe volent sur Fw 190.
Dans la nuit du 24 au 25 juillet, la RAF bombarde la ville de Hambourg qui sera suivi de trois autres raids. Les Anglais ont utilisé des contre-mesures rudimentaires (des bandes d'aluminium) qui neutralisent les radars allemands rendant du coup le guidage des chasseurs de nuit de la Nachtjagd quasiment impuissants. D'où l'empressement du Reichmarshall Hermann Göring d'accélérer la mise en service de groupes Wilde Sau, ses chasseurs n'ayant besoin d'aucun moyen radar pour intercepter leurs cibles, en attentant de trouver une solution technique pour différencier les échos des leurres et ceux des bombardiers anglais. Hambourg subit encore de lourdes attaques dans la nuit du 27 au 28 juillet ainsi que celle du 29 au 30 et c'est lors de cette dernière que la JG Herrmann put tirer son épingle du jeu. Les énormes incendies au sol découpaient parfaitement les silhouettes des quadrimoteurs et une trentaine d'entre eux furent abattus (environ la moitié pour la Wilde Sau) et 43 autres endommagés,. La RAF récidive le lendemain soir sur Remscheid et la JG Herrmann revendique une quinzaine de succès grâce notamment à d'excellentes conditions météorologiques ,. Un dernier raid sur la ville dans la nuit du 2 au 3 août saigna une fois de plus le Bomber Command. Handicapé par un fort givre, la formation de bombardiers lourds vit un quart d'entre eux abandonner la mission tandis que les autres tombèrent sur les chasseurs de nuit des NJG 1 et 3 qui en abattirent 12, 14 autres étant à mettre au compte des Me 109 et Fw 190 de la Wilde Sau sans aucune perte.

#### Un procédé efficace mais fragile
Les pertes anglaises devenaient désormais de plus en plus critiques d'autant plus que les pilotes de la Nachtjagd reçurent pour consigne de reprendre les mêmes méthodes que leurs homologues de la JG Herrmann. Les nuits claires du mois d'août facilitèrent grandement les interceptions, mais l'autonomie plus faible des chasseurs monomoteurs limitait cependant leurs rayons d'action. Néanmoins le 18 août, un de ces avions parvient à descendre officiellement son premier Mosquito, un appareil particulièrement difficile à abattre. Le 20 août 1944, la JG Hermann devient la JG 300 et se voit bientôt engagée pour défendre Berlin (23 au 24 août). Bénéficiant de bonnes conditions météo mais aussi d'une plus grande autonomie grâce à des réservoirs supplémentaires, la JG 300 descend 16 bombardiers pour 9 avions perdus, dont celui du Kommodore Hajo Herrmann qui put cependant évacuer son Fw 190A-6. Le Bomber Command compta ce jour-là 57 avions manquants dans ses rangs. L'as de la Wilde Sau du moment le Hauptmann Friedrich-Karl « Nassen » Müller du Stab et le Leutnant Robert Plewa de la 8. Staffel s'adjugent chacun un triplé.
Un premier bilan fin août permit de confirmer la fiabilité du procédé Wilde Sau, alors que les doutes subsistaient encore deux mois avant en raison de la dangerosité de ce type de mission. Naquirent ainsi deux autres escadres, les JG 301 et JG 302 qui amena un jeu de chaise musicale entre les différents groupes des trois escadres (voir organisation). Afin de fournir suffisamment de chasseurs en nombre, les nouvelles unités furent installées au côté d'escadres de chasse de jour avec qui elles partageaient désormais les Bf 109 et Fw 190. Il en résulte des moyens logistiques énormes ainsi que des systèmes de communications et de détections élaborés. En septembre 1943 et malgré une interruption des bombardements entre le 8 et le 21 (le temps de combler les pertes), la JG 300 revendiqua une centaine de succès lors de huit confrontations avec le Bomber Command et plusieurs pilotes parvinrent à abattre deux voire trois adversaires en une sortie nocturne. L'un des problèmes majeurs était le manque de chasseurs, en particulier pour le III./JG 300 qui devait emprunter les siens au III./JG 11, ainsi que le manque de mécaniciens et de chefs d'escadrille expérimentés. D'autant plus que la version du Bf 109G équipé de canons de 20 mm en gondole était peu appréciée, sa vitesse et sa maniabilité étant plus faibles que pour la version F.
Mais le plus gros talon d'Achille de la JG 300 et des autres unités Wilde Sau demeurait leur dépendance aux conditions météorologiques. Une couverture nuageuse pouvait faire perdre un temps considérable aux pilotes qui épuisaient aussi bien le carburant que la mécanique en cherchant le contact visuel avec les vagues de bombardiers. Les pertes étaient souvent dues à des pannes d'essence faute d'avoir pu rejoindre un aérodrome à temps. L'Oberleutnant Robert Plewa devenu Staffelkapitän de la 2./JG 300 en fit les frais le 29 septembre ; il avait 8 victoires à son actif. Comme si ça ne suffisait pas, la JG 300 fut également utilisée sporadiquement contre l'USAAF dans la journée 10 octobre sans compter que le Bomber Command comprit bien vite que frapper par mauvais temps lui permettrait de limiter ses propres pertes. Le mois d'octobre s'acheva donc par un bilan assez mitigé pour les Allemands avec une cinquantaine de succès revendiqués.

#### Baisse d'efficacité
En novembre, la météo se dégrada à nouveau, rendant chaque sortie Wilde Sau plus périlleuse encore. Le givrage était le pire ennemi des pilotes des Bf 109 et Fw 190 (surtout en traversant la couche nuageuse), les deux appareils n'étant initialement pas conçus pour ce genre de mission. Les interceptions de bombardiers devenaient désormais hasardeuses tout comme les atterrissages. Le Bomber Command remit le couvert sur Berlin dès la nuit du 18 au 19 novembre, une « bataille de Berlin » qui allait durer cinq mois. Cette nuit, le Leutnant Ernst-Erich Hirschfeld (5. Staffel) et le Feldwebel Hermann Wischnewski (1. Staffel) revendiquèrent chacun deux succès mais l'as aux 7 victoires le Feldwebel Host John (2./JG 300) périt au combat. Quatre jours plus tard, par une nuit sombre et nuageuse, plus de 600 bombardiers et 11 Mosquitos arrivèrent au-dessus de la capitale allemande : la JG 302 en descendit quatre, la JG 300…aucun, ses pilotes tournant sans cesse dans la nuit faute d'apercevoir les incendies ou encore les projecteurs. Le 26 novembre, les JG 300, 301 et 302 subirent encore des échanges de groupes mais le manque d'effectifs impliqua du renfort venu d'écolage, sans compter que le haut commandement de la Luftwaffe, peu soucieux de la fatigue endurée par les pilotes, souhaitait utiliser de plus en plus la Wilde Sau de jour si nécessaire afin de lutter contre la 8th Air Force.
Jusqu'à la fin de l'année, les coups d'éclats de la JG 300 se firent désormais rares. Le 16 décembre, quelques pilotes triés sur le volet du I./JG 300 sont impliqués dans l'interception de B-17 et B-24 venus s'en prendre sans escorte aux installations portuaires de Brême. Cependant, les armes de bord réglées pour tirer à 100 m la nuit oblige les Allemands à s'approcher très près des quadrimoteurs américains et de leurs multiples mitrailleuses de défense. Quatre bombardiers sont descendus mais sur les huit Bf 109 impliqués, la moitié sont perdus et tous les autres endommagés à divers degrés. Les premières chutes de neige viennent bientôt s'ajouter à l'équation et les Américains mettent maintenant en lice leur nouveau chasseur P-51. Dans ces conditions, difficile pour un pilote même aguerri de combattre efficacement. La JG 300 termina le mois de décembre avec moins de 20 victoires aériennes mais une nouvelle technologie allait bientôt permettre à la Wilde Sau de reprendre un peu pied à l'étrier.

### Changement de doctrine (1944)

#### Le radar embarqué
Le radar FuG 217 Neptun se résumait à des tiges métalliques plantées sur le fuselage et les ailes, ainsi qu'un écran de visualisation. Léger et simple à utiliser, l'appareil permettait au pilote de déterminer la position et la vitesse de sa cible. L'écran avait toutefois tendance à éblouir son utilisateur qui perdait ainsi son acuité visuelle nocturne. Expérimenté au sein du I./NJGr 10 chargé de tester les nouveaux appareillages, le radar aurait pu donner à la JG 300 et la Wilde Sau un nouveau souffle. Toutefois, seuls les chasseurs Fw 190 en furent équipés, impliquant le Stab et le II./JG 300, les deux autres groupes opérant sur Me 109. Ajouté à cela la faible portée du système (généralement moins de 1 km), le radar ne fut pas la hauteur des espoirs placés en lui malgré des débuts prometteurs. 
Côté combats, le I./JG 300 revendique une douzaine de victoires aux cours de deux attaques anglaises (2 et 3 janvier),. En revanche, les bimoteurs Mosquito demeuraient toujours des oiseaux difficiles à abattre en raison de leur vitesse et de leur plafond élevés. À la fin du mois, le Bomber Command frappa à nouveau et les I. et III./JG 300 descendirent le 29 janvier 12 adversaires pour la perte d'un pilote et d'un autre blessé. Ce début d'année 1944 vit également la disparition de quatre grands as. Le Feldwebel Kurt Emler, récemment transféré à la JG 302, est tué au combat le 3 janvier. Trois jours plus tard, le Kapitän de la 6./JG 300 le Leutnant Werner Treush s'écrase à cause du givrage. Dans la nuit du 23 au 24 janvier, c'est au tour du chef de la 1. Staffel l'Oberleunant Walter Harjes d'être abattu après un combat avec des Mosquito. Son successeur le Leutnant Otto Brüning ne lui survit que sept jours, victime d'une panne sèche. Tous approchaient ou dépassaient la dizaine de victoires.

#### Anglais et Américains ensembles
Les conditions climatiques de la première quinzaine de février laissèrent tous les belligérants au repos. Lorsque la météo fut meilleure, les Britanniques revinrent en force dans la nuit du 15 au 16 février mais le brouillage radio fut tellement efficace que la JG 300 ne put intercepter les bombardiers. Tous les chasseurs rentreront cependant sans encombre, soulignant le bon niveau d'entraînement de ses pilotes. Du 20 au 25 février eut lieu le Big Week ou « Opération Argument », une série de frappes alliées sur des objectifs aéronautiques du Reich destinées à provoquer une bataille décisive contre la Luftwaffe. Américains et Britanniques se succédèrent dans d'immenses formations (entre 600 et 1 000 bombardiers) lourdement escortées. Peu habitués à voler de jour et devant également combattre la nuit, les hommes de la JG 300 revendiquent tout de même 22 succès au cours de cette semaine chargée, pour 11 appareils détruits, 2 morts et 5 blessés. Début mars, l'unité eut encore l'occasion d'affronter les Américains en pleine journée lors de gigantesques combats aériens, et descendirent une douzaine de bombardiers et quelques chasseurs d'escorte les 6 et 8 mars.
À partir du 16 mars, la JG 300 se concentra presque exclusivement sur le Bomber Command, car il ne pouvait rivaliser avec les chasseurs américains. Jusqu'au 27 mars, l'escadre descendit une trentaine de quadrimoteurs dont quelques-uns grâce au radar Neptun. Le 31 mars, un vent violent dispersa la couverture nuageuse haute entre Schweinfurt et Nuremberg censée dissimiler les bombardiers britanniques, rendus d'autant plus visibles par leurs traînées de condensation éclairées par la lune. Les Allemands s'en donnèrent à cœur joie et on dénombra un record inégalé de 95 quadrimoteurs abattus et 33 autres endommagés. La JG 300 pour sa part revendiqua 12 succès sans pertes.
Plusieurs missions d'interception infructueuses eurent lieu début avril, toujours pour des raisons météorologiques. Dans la nuit du 22 au 23 avril, les trois groupes de la JG 300 renouèrent avec un succès important en abattant 13 quadrimoteurs venus frapper en deux raids Düsseldorf et Brunswick. Guère plus jusqu'à la fin du mois mais les pilotes de l'escadre n'en demeurèrent pas moins fatigués par leurs longs vols de nuit dans leur cockpit étroit. Qui plus est, chaque Gruppe ne dispose au mieux que dix à quinze chasseurs opérationnels,. Mi-mai, la JG 300 put avoir une dotation plus raisonnable de 80 machines. Du 22 au 23 mai, elle remporta 14 victoires, mais ce fut là sa dernière grande nuit.

#### Engagée dans la défense du Reich
Fin mai, Hermann Göring décida de son propre chef d'engager pleinement la JG 300 dans la chasse de jour afin de contrer la force de frappe américaine. Cette décision fut pour le moins incohérente pour deux raisons : la première est le manque évident d'expérience des pilotes pour le combat de jour, même pour les plus expérimentés ; la seconde est le retour des beaux jours qui avaient tant réussis aux pilotes de la Wilde Sau l'année précédente, et qui ne se fera donc pas en 1944. Malgré ce renforcement d'effectifs, la Luftwaffe engagée dans la défense du Reich se battait toujours à 1 contre 4 contre les Américains, un rapport qui grimpa à 1 à 12 lorsque la plupart des unités de chasse à l'Ouest furent transférées pour contrer le débarquement de Normandie quelques jours plus tard. Face à cette tâche immense, la JG 300 voit son troisième Gruppe renforcé d'une quatrième escadrille et peut désormais compter 136 machines dans ses effectifs, dont 80% opérationnelles. 
Après plusieurs jours consacrés aux entrainements (qui ne se feront pas sans casse), les choses sérieuses repartent de plus belles le 13 juin face à la 15th Air Force quand deux groupes de la JG 300 - déplacée pour l'occasion plus au sud - interceptent tour à tour des B-24. Ils descendent 8 bombardiers et 1 chasseurs mais perdent tout autant d'appareils et trois pilotes sont tués. Les 20, 21, 26 et 29 juin, les Américains sortent l'artillerie lourde en frappant l'Allemagne et l'Autriche avec notamment les premières missions « navettes ». Les industries de carburant synthétique, de roulement à billes et les usines d'aviation sont les cibles prioritaires. Ces frappes pouvaient compter plus de 1 400 bombardiers escortés par plus de 600 chasseurs, mais les Américains manquent au début de coordination contrairement aux Allemands. La JG 300 perdit 25 pilotes mais revendiqua cependant plus de 100 victoires, bien que toutes ne fussent pas confirmées. Les vétérans come l'Oberleutnant Ernst-Erich Hirschfeld et le Leutnant Klaus Bretschneider passent ainsi tous deux la barre des 20 succès.

#### Chasseurs d'assaut
Fin juin, le Major Walther Dahl anciennement à la tête du III./JG 3 prend les rênes de la JG 300 et souhaite spécialiser le premier et second groupe à (l'instar du IV./JG 3) en Sturmgruppe (groupe d'assaut). Techniquement, les Fw 190 sont équipés de blindages supplémentaires pour protéger le cockpit et les canons d'ailes extérieurs de 20 mm sont remplacés par des MK 108 de 30 mm. Ainsi équipé, un Fw 190 bien qu'alourdi, peut s'approcher de très près d'un quadrimoteur afin de l'abattre quasiment à coup sûr, et si nécessaire par abordage volontaire. Seul le II./JG 300 effectuera finalement sa reconversion en II.(Sturm)/JG 300 à partir du 7 juillet et durant cinq semaines et demi, tout en assurant les missions. Ce 7 juillet justement, la 8th Air Force fit son retour en Allemagne avec plus de 1 100 bombardiers B-24 et B-17. Ces derniers arrivèrent en retard sur cible laissant les Liberator seuls face à toute la JG 300 et au IV./JG 3 ainsi que quelques chasseurs lourds. Leurs pilotes ne se firent pas prier et revendiquèrent respectivement 40, 23 et 8 victoires, dont 80 % de bombardiers,,. Le principe du Sturmgruppe faisait ses preuves même si les chiffres sont à prendre avec quelques précautions.
Les Mosquito en revanche donnaient toujours du fil à retordre aux Allemands d'autant que ces bimoteurs rapides qui ouvraient habituellement la voie aux quadrimoteurs, frappent désormais eux-mêmes directement Berlin. Le III./JG 300 fut réquisitionné pour y mettre fin mais la « merveille en bois » comme le surnommaient les Anglais restait intouchable. Tout le mois de juillet resta donc une affaire germano-américaine avec d'immenses raids qui se succèdent à un rythme effréné. Munich est visée les 13 et 16 juillet par plus de 1 000 quadrimoteurs dotés d'une forte escorte. La JG 300 revendique en moyenne une douzaine de succès pour ces deux jours mais perd 9 pilotes en combat et une quinzaine d'avions sont accidentés à la suite de transferts. Puis durant quatre jours ininterrompus, les 8th et 15 th Air Force frappèrent l'Allemagne du nord au sud mais également en Tchécoslovaquie. La JG 300 revendique environ 15 à 20 succès à chaque reprise, faisant en sorte d'emmener tant bien que mal les Fw 190 du Sturmgruppe sur les bombardiers pendant que les Bf 109 se chargent de les escorter. L'escadre perd 18 pilotes et plus de 50 machines, dont quelques-unes détruites au sol. La 5./JG 300 perd ainsi le 18 juillet son chef le Hauptmann Rudolf Scharfenberg (7 victoires) tandis que le Staffelkapitän de la 8./JG 300 l'Oberleutnant Kurt Gabler est blessé trois jours plus tard à sa 23e mission après avoir obtenu ses 16e et 17e succès. Seule la météo empêcha un cinquième raid d'affilée.
Du 25 au 27 juillet, la 15th frappa des objectifs en Autriche, en Roumanie, en Yougoslavie, et en Hongrie, relayée les deux jours suivants par de nouveaux bombardements en Allemagne de la part de la 8th. Ces raids de fin de mois impliquent moitié moins de bombardiers et environ 80 avions américains sont perdus du fait de la JG 300 (en majorité des B-17 et des B-24) qui perd elle-même une trentaine d'avions. Malgré ce ratio favorable, l'escadre déplore 15 pilotes tués et 8 autres blessés, parmi eux de grands as. Le Leutnant Gerhard-Alfred Bärsdorf du Stab II./JG 300 périt le 28 en entrant en collision avec un ailier ; il avait une dizaine de victoires à son actif. Lors de la même mission, l'Oberleutnant Ernst-Erich Hirschfeld à la tête de la 6. Staffel s'éjecta mais son parachute ne s'ouvrit pas ; ses 24 victoires en quarante missions lui vaudront la croix de chevalier à titre posthume. Le lendemain, Hermann Wischnewski décolla seul (on avait oublié de le réveiller !) et revendiqua deux B-17 détruits et un P-51 endommagé avant qu'une rafale ennemie ne le contraigne à s'éjecter près du sol. Gravement blessé, l'as termina là sa carrière et recevra lui aussi la croix de chevalier avec un score identique à Hirschfeld. À noter également la mort lors de cette sortie du Feldwebel Ernst Schäfer (9 victoires, officieusement le double) passé à la JG 302. Début août, plusieurs tentatives d'interception se soldèrent pas des résultats nuls, dus en partie à la chasse américaine. Le 6 cependant, la JG 300 renoue avec le succès en grande partie grâce au Sturmgruppe mais perd en contrepartie plus de 20 avions. Trois jours plus tard, à nouveau une quinzaine de victoires allemandes sont revendiquées avec toutefois 6 appareils perdus.
Au milieu du mois, un changement intervient avec l'ajout d'une quatrième escadrille au sein de chaque groupe, la 10./JG 300 étant chargée de la lutte anti-Mosquito. Le 15 août, les mauvaises conditions météorologiques disloquèrent la formation de bombardiers US venue s'en prendre à des aérodromes en Hollande et en Allemagne. S'étirant sur 30 km de long, les quadrimoteurs ne purent se couvrir mutuellement de façon efficace et 15 B- 17 furent descendus en une seule passe par les Sturmgruppen II./JG 300 et IV./JG 3 tandis que le III./JG 300 ajouta 4 B-24 à la liste. Le 22 en deux sorties successives, les pilotes de la JG 300 revendiquent plus de 25 victoires mais seulement la moitié leur seront confirmées. Jusqu'à la fin du mois, l'escadre déclara une quarantaine de succès supplémentaires, dont deux tiers furent homologués, mais perdit 27 avions et 9 pilotes. Le Feldwebel Konrad Bauer de la 5./JG 300 est alors le meilleur « casseur » de bombardiers du moment : pas moins de 18 quadrimoteurs descendus depuis la mi-juin !

#### Escorte musclée
En septembre, la 8th Air Force abandonne la quasi-totalité de ses P-38 au profil de P-51. Dotés des premiers viseurs gyroscopiques permettant d'améliorer le tir ainsi que des premières combinaisons anti-G et bénéficiant d'un entraînement de pointe, les pilotes américains possèdent un net avantage sur leurs homologues allemands. C'est surtout sur ce dernier point que la Luftwaffe péchera jusqu'à la fin de la guerre, et la JG 300 ne fera pas exception à la règle. L'escadre retrouva les avions US le 11 septembre au-dessus des usines pétrochimiques de l'Allemagne dans un combat aérien confus. Messerschmitt, Focke-Wulf et Mustang se rendirent coup pour coup et une dizaine de P-51 furent descendus pour autant de pilotes allemands tués. Parmi les pilotes victorieux figure l'expert Konrad Bauer qui abattit 3 Mustang en moins de 10 minutes avant d'être lui-même blessé et contraint à l'atterrissage forcé,. Le lendemain, le Sturmgruppe put cette fois cibler les bombardiers tandis que la 10./JG 300 s'adjugeait 4 Mosquito tard dans la soirée. Un troisième raid d'affilée important impliqua cette fois principalement le I./JG 300 qui se résuma à l'instar de la première journée à un combat entre chasseurs, où pertes et victoires furent à peu près équilibrées dans les deux camps.
La lutte anti-mosquito de la 10./JG 300  marqua davantage les jours suivants lors de nuits claires et faiblement nuageuses. Le Leader incontesté dans ce domaine fut le Leutnant Kurt Welter, arrivé de la JG 302 en juillet 1944. Avec déjà 17 succès en missions Wild Sau, l'as descendit 9 Mosquito rien qu'en septembre,. Le manque d'activité général fit écho auprès de Göring et Hitler qui demandèrent des explications au Major Walther Dahl. Ce dernier plaida davantage d'avions performants pour lutter contre les P-51, en vain,.

#### Market Garden
Le 17 septembre, des parachutistes alliés sont déployés en Hollande dans le cadre de l'opération Market Garden. La 8th Air Force et le Bomber Command ouvrirent la voie et la réaction de la Luftwaffe et de la Flack ne se fit pas attendre. Le III./JG 300 s'impliqua dès le lendemain mais déplora 12 Me 109 détruits, 5 morts et 7 blessés pour un résultat quasi nul. Le 21 septembre en revanche, le groupe descendit au moins 5 Stirling venu larguer du matériel aux forces au sol, mais perdit quatre jours plus tard son Kommandeur Iro Ilk dans un combat avec des Spitfire. Ancien pilote de bombardier et porteur de la Croix de Chevalier, le Major Ilk comptait une dizaine de victoires. Le 26 septembre, le III./JG 300 revendique ses dernières victoires mais la courte aventure hollandaise coûta au groupe la vie de 13 pilotes, plus 10 blessés et près de trente Me 109.

#### Derniers efforts
La 8th Air Force reprit ses bombardements sur l'Allemagne le 27 septembre avec près de 1 200 quadrimoteurs mais à la suite d'une erreur de navigation, une partie de cette force se retrouva isolée et sans escorte. 120 chasseurs allemands leurs tombèrent dessus dont les pilotes de la JG 300 qui pour certains expérimentaient eux aussi le viseur gyroscopique. L'escadre revendiqua une trentaine de succès (le score réel étant plus probablement la moitié de ce  chiffre) mais perdit 11 pilotes. Le lendemain, rebelote avec une dizaine de victoires pour autant d'avions perdus, avant que la mauvaise météo ne freine les opérations aériennes. Le 6 octobre fut cette fois en faveur des Allemands qui déclarèrent 15 victoires, (dont 3 Mosquito pour la 10./JG 300) pour aucune perte humaine de leur côté. Bien guidée et bénéficiant de l'altitude, la JG 300 récidive le jour suivant en détruisant ou endommageant une vingtaine d'avions, mais perdent cette fois cinq des leurs dont deux as, l'Unterofizzier Alois Auth et l'Oberfähnrich Lothar Födisch (une douzaine de victoires à eux deux). 
Au début du mois d'octobre, la JG 300 se réorganise avec l'adoption d'un quatrième groupe à partir d'une unité de chasse lourde et voit ses effectifs augmenter de 90 appareils. Cependant, beaucoup d'officiers avaient péri aux combats et ces pertes ne pouvaient être compensées par l'arrivée en renfort de jeunes pilotes. Encore fallait-il aussi faire décoller cette masse d'avions au moment adéquat afin d'obtenir un contact à l'ennemi. La seconde quinzaine du mois resta cependant calme et les hommes de la JG 300 à l'instar des autres unités de chasse allemande à cette époque doivent improviser afin de maintenir un esprit de cohésion. Faute de logistique de plus en plus perturbée par les forces alliées, faire chauffer les baraquements ou encore trouver de la nourriture devenait désormais difficile.

#### À bout de souffle
Début novembre, la JG 300 se sépara de sa 10. Staffel anti-mosquito qui forma le II./NJG 11. Le 2 novembre, des Me 109 du I./JG 3 à court de carburant tentèrent d'atterrir sur l'aérodrome du I./JG 300 pourtant bien camouflé. Une quinzaine de P-51 du 355th Fighter Group leur tombèrent dessus et transformèrent les lieux en un véritable brasier : 19 avions furent détruits et 13 autres endommagés,. Le pilonnage de l'Allemagne par la 8th Air Force se poursuivit sans cesse (quand le temps le permettait) mais les chances d'interception ne furent pas chose simple pour les nouveaux pilotes ayant très peu d'heures de vol à leur actif. Pour s'orienter après un combat éprouvant, les hommes pouvaient néanmoins compter sur les instruments de navigations de leurs appareils et les balises au sol. L'atterrissage sur terrain en herbe pardonnait également davantage d'erreurs contrairement aux pistes en dur. 
Le 21 novembre et malgré des conditions météo difficiles, les Américains décident d'attaquer mais la JG 300 se retrouve tout aussi gênée par le mauvais temps, et une douzaine de chasseurs allemands sont détruits et 16 autres endommagés, dont une bonne partie à la suite d'atterrissages forcés. À la même période, le III./JG 300 retrouve sa 10. Staffel en prélevant des pilotes de la 9./JG 300. Le 26 novembre, la Luftwaffe perdit 45 pilotes (plus 22 autres blessés) face à la 8th Air Force, un lourd bilan pour les Allemands auquel la JG 300 échappa toutefois, l'escadre n'ayant pas reçu l'ordre de décoller ! Le lendemain cependant, l'escadre se retrouve de la partie mais le blindage et les lourds canons de 30 mm des Fw 190 du Sturmgruppe constituent désormais un handicap en combat aérien face aux Mustang, d'autant que les chances d'intercepter les quadrimoteurs s'amoindrissent de jour en jour. Contre une poignée de victoires, la JG 300 perdit 12 Fw 190, 24 Bf 109 et 17 pilotes. Trop affaiblie matériellement et moralement, l'escadre « phare » de la défense du Reich n'est désormais plus que l'ombre d'elle-même.
Nouveau raid américain le 30 novembre mais la couverture nuageuse cloue le III./JG 300 au sol. Présent sur place le Kommodore Wather Dahl qui doit recevoir ce jour-là les feuilles de chêne des mains d'Hermann Goering. Ce dernier peste de colère en voyant qu'aucun chasseur n'est prêt à prendre l'air. Malgré les menaces du Reichsmarschall, Dahl tint bon et refusa d'envoyer ses hommes dans un combat inutile. Décision qui s'avéra finalement judicieuse car si quelques pilotes des I. et II./JG 300 auront pu décoller, 10 avions et deux pilotes ne rentreront pas, le tout pour un résultat nul.

#### Baroud d'honneur
Après une interception ratée la veille (contribuant un peu plus à gaspiller du carburant qui faisait défaut), la JG 300 put obtenir quelques résultats le 5 décembre malgré l'escorte musclée constituée de 630 Mustang, ses propres pertes étant limitées. Ce dernier mois de 1944 impliqua également un rationnement en personnel non navigant, les moins indispensables devant rejoindre les rangs de la Wehrmacht. Quelques combats épars eurent encore lieu jusqu'au 17 décembre où la 15th Air Force attaqua des raffineries en Silésie. La JG 300 parvient cette fois en bonne position de tir et trois de ses groupes revendiquèrent 32 quadrimoteurs (pour l'essentiel des B-24) et 5 chasseurs, le II./JG 300 Sturmgruppe se taillant la part du lion avec deux tiers des victoires. Mais encore une fois, les pertes allemandes furent lourdes : 47 avions détruits ou endommagés, 5 blessés, 2 disparus et 17 tués dont le kommandeur du IV. Gruppe, le Hauptmann Josef Puchinger, ainsi que l'un des as du III./JG 300, le Leutnant Otto Köhler (6 victoires, officieusement le triple).
Après une période de mauvais temps, les hautes pressions revinrent tout comme la 8th Air Force qui décida d'attaquer le 24 décembre des objectifs multiples afin de disperser la force de frappe allemande. Pour l'occasion, les Américains raclèrent les fonds de tiroirs et purent rassembler un record d'un peu plus de 2 000 B-17 et B-24 et plus de 850 chasseurs d'escorte. Un mauvais guidage des opérateurs au sol amena la JG 300 directement sur les chasseurs d'escorte au lieu des bombardiers et les Allemands ne purent qu'effectuer des cercles défensifs face à la combattivité de leurs adversaires. Ces derniers perdent une dizaine des leurs mais la JG 300 perd elle 25 appareils et déplore 9 blessés et 11 tués. Le Feldwebel Hubet Engst (6. Staffel et 14 victoires) s'en sort de justesse mais son Staffelführer le Leutnant Georg Schmitt (13 victoires) eut moins de chance. Idem pour l'Oberleutnant Klaus Bretschneider qui dirigeait encore ce jour-là le dispositif allemand. Avec plus de 30 victoires, il était l'« as des as » de la JG 300 mais aussi un homme très apprécié tout autant pour ses qualités humaines que ses talents de chasseur. Sa mort impacta lourdement le moral des pilotes. 
Par un temps magnifique, la 8th Air Force attaqua de nouveau des cibles multiples le dernier jour de l'année. Afin d'intercepter efficacement les bombardiers malgré la chasse adverse, les pilotes du Sturmgruppe adoptèrent cette fois une formation en échelon refusé en deux sections séparées verticalement, ceci afin de dégager plus facilement en cas d'attaque. La tactique fut payante et le II./JG 300 revendiqua 13 quadrimoteurs tandis que les III et IV./JG 300 ajoutèrent 6 appareils supplémentaires, mais au prix de 9 morts dont le Major Hans-Karl Kamp, Kommandeur du III./JG 300, ainsi que 3 blessés, parmi eux le Leutnant Norbert Graziadei (10 victoires) et successeur de Bretschneider à la tête de la 5./JG 300, qui finira donc la guerre en convalescence.

### Défaite inéducable (1945)

#### Hiver meurtrier
Lors de la première quinzaine de janvier, la JG 300 présenta un bilan plus que médiocre puisque ses actions lui coûtèrent 8 morts, 2 blessés, 26 avions détruits et 13 autres endommagés, le tout pour une seule victoire probable. En cause bien sûr la supériorité américaine, aussi bien quantitative que qualitative mais aussi les pannes à répétition sur les appareils allemands. Et le pire allait bientôt suivre.
Le 14 janvier 1945 en effet, plus de 500 B-17 escortés par quelque 800 Mustang et Thunderbolt attaquèrent principalement les moyens de production d'essence allemands. Épargnée de l'opération Bodenplatte qui saigna la plupart des autres escadres à l'Ouest, la JG 300 flanquée de la JG 301 constitua le principal moyen de défense, ce qui donna lieu à l'un des plus grands combats aériens de l'histoire. Les B-17 commirent l'erreur de passer sous une couverture nuageuse et perdirent de vue leurs escortes. Les Fw 190 du II./JG 300 eurent le champ libre tandis que les I., III. et IV./JG 300 étaient principalement aux prises avec la chasse. L'escadre revendiqua une trentaine de quadrimoteurs, un chiffre erroné car comme toujours, les chasseurs tirèrent fatalement sur les mêmes bombardiers. 11 B-17 avaient été en réalité abattus, d'autant que les pertes allemandes furent sans précédent : 60 appareils, 9 blessés et…32 morts ! Ajouté à cela les pertes de la JG 301, les deux escadres perdirent ce jour-là 90 avions en une demi-heure, causant la perte de 69 aviateurs tués, blessés ou disparus. Parmi les tués, figure l'Oberfähnrich Klaus Grothues de la 9./JG 300, 17 victoires et dernier as de son groupe,,.
Décimée et privée de la plupart de ses vétérans, la JG 300 devait désormais compter sur des sous-officiers pour commander les différentes escadrilles. Certains officiers qui arrivent ici et là pour reprendre les choses en main se révélèrent soit incompétents ou nommés grâce à leur opinions politiques pronazies, s'attirant pour le coup l'antipathie des hommes qu'ils devaient commander, mécanos compris. Il était également prévu que l'escadre se dote de Me 262 dès mars si la production le permettait. Mais pour l'heure, le II./JG 300 voit ses anciens Fw 190A-8 remplacés par des A-9 plus performants en altitude.

#### Sur deux fronts
Au soir du 20 janvier qui fait suite à une interception manquée, les hommes de la JG 300 comme ceux de la JG 301 reçoivent l'ordre de transfert à l'Est. Leur nouvelle mission consiste à mitrailler les colonnes russes au-dessus d'un terrain allemand enneigé et souvent par mauvais temps, au milieu du flot de réfugiés fuyant l'avance soviétique. À cette occasion, les pilotes de chasse purent échanger leurs expériences avec ceux de la Schlachtgeschwader (escadre d'attaque). Sur ce nouveau front, la DCA représentait un danger bien plus gros que la chasse adverse, par ailleurs quasi absente. Les armes de 30 mm du Sturmgruppe conçu pour abattre des quadrimoteurs firent des ravages contre les véhicules mais les avions frappèrent également en larguant des bombes.
Six jours plus tard, les forces de l'Armée rouge sont désormais trop proches des aérodromes et la JG 300 doit se replier. Les pilotes contribuèrent également à aider les auxiliaires féminins à fuir sans pour autant délaisser les combats, entrecoupés à l'occasion de quelques victoires aériennes. Certaines furent obtenues par l'ex Kommodore Walther Dahl, devenu inspecteur de la chasse mais toujours présent dans son ancienne escadre. Les fronts se resserrant, les avions alliés abattus sont tout autant russes qu'américains, une quinzaine environ pour le prix de dix aviateurs allemands depuis le 21 janvier, le gros des pertes matériels se limitant à des appareils endommagés par la DCA. Le 9 février, l'escadre retrouve la 8th dans un violent combat qui se traduisit par la perte de 5 avions américains, le double pour les Allemands. Les chasseurs US menèrent également plusieurs mitraillages au sol où rien ne fut épargné, des cibles militaires conventionnels aux simples villageois et agriculteurs,…
Ecrasée numériquement, la JG 300 se montra incapable de contrer le bombardement de Dresde. Aux deux petites victoires revendiquées, elle déplora 7 morts et disparus. Le calme de la fin du mois fut mis à profit pour ramener des avions neufs sur lesquels on procéda à différents réglages non effectués en usine. Walther Dahl en profita pour obtenir ses derniers succès avant que l'état-major de Luftwaffe ne mette fin aux opérations des JG 300 et 301 sur le front Est.

#### Une jeunesse sacrifiée
Une nouvelle fois assignées à la défense du Reich, les JG 300 et 301 ne peuvent opposer à une force aérienne américaine alors à son summum que de jeunes recrues de tout grade et quelques rares vétérans. Parmi eux, le Fahnenjunker-Oberfeldwebel Richard Löfgen (18 victoires et un ancien de la Wilde Sau) et le Hauptmann Peter Jenne (kommandeur du III./JG 300), tous deux tués au combat avec six autres camarades le 2 mars au cours d'un puissant raid américain, une dizaine d'appareils US abattus étant une faible compensation. Dominés en combat aérien, les pilotes allemands, même chevronnés, tels l'Oberfeldwebel Rudi Zwesken (Staffelführer de la 6./JG 300), n'hésitaient plus à sauter en parachute en voyant fondre sur eux les chasseurs américains, et ce avant même d'être touchés,.
Les journées qui suivirent alternèrent entre entraînement et déménagement, Berlin étant désormais trop proche de la ligne de front. Les III. et IV./JG 300 furent notamment chargées de la protection des Me 163 du I./JG 400 près de Leipzig. Craignant un mitraillage en règle de ses terrains, des Bf 109 du III./JG 300 décollent le 14 mars lors d'un raid américain mais sont surpris par les P-51 qui descendent en cinq minutes 6 avions faisant 4 tués. Saignée dans les airs, la JG 300 dut également céder plusieurs de ses vétérans à la JG 7 afin d'acquérir de l'expérience sur Me 262. Une bonne partie des soldats et mécaniciens rejoignirent également la Wehrmacht ou la Waffen-SS, faiblement compensés par des auxiliaires féminins formées à la hâte. Enfin, plusieurs pilotes furent désignés d'office pour servir au Sonderkommando Elbe. La JG 300 participa encore le 24 mars à l'opération Varsity qui se solda par la mort de 16 pilotes et 3 blessés, le tout pour 5 Mustang abattus. Parmi les victimes, les Feldwebel et Ewald Preiß et Alfred Büthe qui succombera à ses blessures. Tous deux étaient des anciens de l'été 1944 avec une dizaine de victoires chacun. Ce sera la dernière confrontation de l'escadre face à la 8th Air Force.

#### Missions tactiques
L'appui au sol devenant désormais la priorité, les Allemands réalisèrent plusieurs mitraillages de véhicules jusqu'au 28 mars et revendiquèrent une poignée de victoires, sans pertes toutefois. Le 29, le I. Gruppe fut dissout faute d'avions et de pilotes, la plupart étant de toute façon inexpérimentés. Le démantèlement dura jusqu'au 12 avril entre deux missions, les derniers hommes étant mutés à la JG 7 ainsi qu'aux III. et IV./JG 300 qui comme le II./JG 300 alternèrent entre mitraillage au sol et transfert d'aérodrome. Le 9 avril, plusieurs missions de reconnaissances et de frappes au sol se soldèrent par la destruction de 6 P-47, 1 P-51 et 24 camions, la JG 300 perdant trois pilotes. Le lendemain, le III./JG 300 s’apprête à se poser quand il se retrouve confronté à des Thunderbolt qui mitraillent leur terrain d'aviation : une dizaine de Bf 109 sont ainsi détruits.
Les missions d'attaque perdurèrent, les trois groupes de la JG 300 encore en lice croisant régulièrement des P-47 employés exactement dans le même rôle. Outre les cibles au sol détruites, une quinzaine de succès furent revendiqués du 11 au 14 avril, dont 6 Auster et 1 Sentinel, très vulnérables sous les coups des canons des chasseurs allemands. La DCA est responsable du gros de leurs pertes mais pour certains jeunes pilotes, l'atterrissage se révèlera tout aussi dangereux. Les III. et IV./JG 300 se retrouvèrent bientôt à court de carburant, sans compter les fréquents changements d'aérodromes, impliquant de nombreux chassés-croisés sur les routes allemandes, elles-mêmes sous le feu des Alliés. Le 16 avril, l'USAAF attaque massivement les aérodromes de la Saxe à la Tchécoslovaquie. La base du II./JG 300 fait partie des cibles et 11 Fw 190 sont détruits et 7 autres endommagés. Idem le lendemain pour le IV. Gruppe mais les deux Gruppen purent sans mal réquisitionner de nouveaux chasseurs,.
Le territoire allemand se réduisant comme peau de chagrin, les différents transferts n'étaient désormais plus que des sauts de puces. Les nouveaux aérodromes côtoyaient les zones rurales et les mécaniciens durent improviser au mieux afin de maintenir opérationnels les chasseurs au quotidien. Le 21 avril, le Stab et le II./JG 300 reçurent quelques Fw 190D « long nez » à moteur en ligne mais le manque d'essence limita grandement leur emploi. Le surlendemain, les II. et III./JG 300 décolèrent tôt le matin pour attaquer un pont d'importance stratégique à Dillingen et rééditèrent l'attaque vers midi puis à nouveau le lendemain. Mais la DCA trop puissante repoussa les Allemands et le pont demeura intact, bien que cinq appareils adverses furent abattus et plusieurs véhicules et blindés endommagés ou détruits.
Les dernières missions se dérouleront du 25 au 29 avril, tout comme les dernières victoires. Certains pilotes percevront encore des avions flambant neufs tandis que d'autres déserteront ou seront faits prisonniers après s'être éjectés. Le 30, ordre est donné au gros du personnel non indispensable de rentrer tout simplement chez eux, les autres devant coordonner leurs efforts avec les trois groupes restants de la JG 53 pour des missions de chasse-libre devenues parfaitement inutiles. Désormais à pieds, les pilotes libérés durent encore batailler pour échapper aux SS fanatiques tandis que ceux prisonniers des Américains durent endurer les premiers jours des conditions de détention très difficiles. Un dernier transfert amena les restes de la JG 300 encore opérationnels à Salzbourg et les appareils cloués au sol furent détruits. Prague puis Marienbad constituèrent les ultimes bases de la JG 300 alors que débutait la révolution tchèque . En fin de matinée du 8 mai, la JG 300 enregistra sa dernière victoire sur un bimoteur russe. L'après-midi, les hommes détruisaient les appareils encore opérationnels avant de se rendre aux Américains.

#### Bilan
La JG 300 (N.J.V.K. et JG Herrmann inclus) revendiqua environ 1 300 victoires aériennes. Compte tenu des archives retrouvées, des homologations par l'état-major allemand et de la situation chaotique de la Luftwaffe à la fin de la guerre, le chiffre réel de victoire se situe probablement autour de 1 000 victoires (dont un peu moins de la moitié en mission Wild Sau), la majorité contre des quadrimoteurs britanniques et américains, plaçant la JG 300 parmi les meilleurs dans la défense du Reich. Mais ces missions particulièrement difficiles engendrèrent aussi de lourdes pertes et l'escadre des Sangliers paya un lourd tribut : pas moins de 442 morts, 41 disparus, 237 blessés et 16 prisonniers,.

## Organisation

### Stab

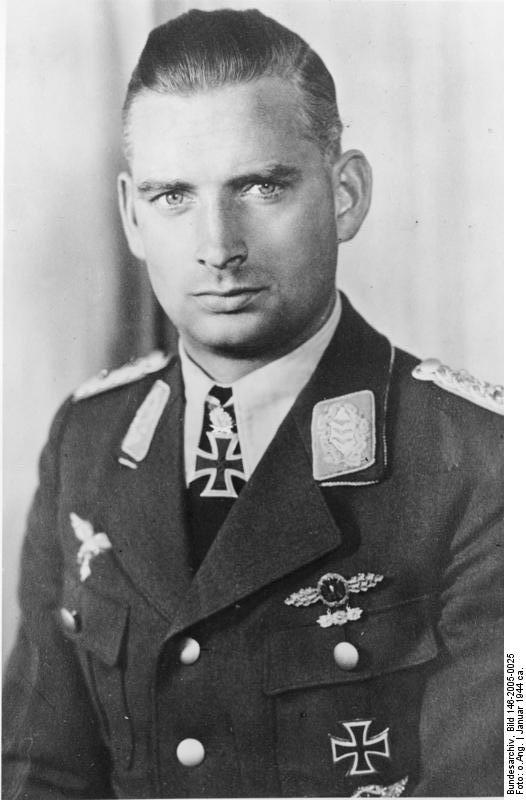
LOberst Hans Joachim Herrmann dit Hajo fut le père de la Wild Sau et le premier Kommodore de la JG 300.

Formé le 20 août 1943 à partir du Stab JG Hermann.
Geschwaderkommodore :
| Début             | Fin               | Grade          | Nom                       |
| ----------------- | ----------------- | -------------- | ------------------------- |
| 20 août 1943      | 26 septembre 1943 | Oberstleutnant | Hans Joachim Herrmann     |
| 26 septembre 1943 | mai 1944          | Oberstleutnant | Kurt Kettner              |
| 27 juin 1944      | 26 janvier 1945   | Oberstleutnant | Walther Dahl,             |
| décembre 1944     | décembre 1944     | Major          | Kurd Peters (par intérim) |
| 30 janvier 1945   | 19 février 1945   | Major          | Anton Hackl               |
| mars 1945         | avril 1945        | Major          | Kurd Peters (par intérim) |
| 20 février        | 8 mai 1945        | Major          | Günther Rall              |

### I.Gruppe
Formé le 20 août 1943 à partir du I./JG Hermann avec :
- Stab I./JG 300 à partir du Stab I./JG Hermann
- 1./JG 300 à partir de la 1./JG Hermann
- 2./JG 300 à partir de la 2./JG Hermann
- 3./JG 300 à partir de la 3./JG Hermann.

Le 1er janvier 1944, des éléments du I./JG 300 sont utilisés pour former la 1./NJGr.10.
En août 1944, le I./JG 300 augmente ses effectifs à quatre Staffeln :
- 1./JG 300 inchangée
- 2./JG 300 inchangée
- 3./JG 300 inchangée
- 4./JG 300 nouvellement créée.

Le I./JG 300 est dissous sur ordre le 1er avril 1945 mais resta actif jusqu'au 4 du même mois.
Gruppenkommandeur :
| Début           | Fin             | Grade          | Nom                           |
| --------------- | --------------- | -------------- | ----------------------------- |
| 20 août 1943    | 29 octobre 1943 | Oberstleutnant | Ewald Janssen                 |
| 9 novembre 1943 | novembre 1944   | Hauptmann      | Gerhard Stamp                 |
| novembre 1944   | 14 mars 1945    | Oberleutnant   | Erwin Stahlberg (par intérim) |
| 15 mars 1945    | avril 1945      | Major          | Bayer                         |

### II.Gruppe
Formé le 20 août 1943 à partir du II./JG Hermann avec :
- Stab II./JG 300 à partir du Stab II./JG Hermann
- 4./JG 300 à partir de la 4./JG Hermann
- 5./JG 300 à partir de la 5./JG Hermann
- 6./JG 300 à partir de la 6./JG Hermann

Le Gruppe ne possède pas ses propres avions jusqu'en décembre 1943 et jusque-là, partage les avions avec ceux utilisés par le II./JG 1.
En mai 1944, la plupart des éléments de la 6./JG 300 sont utilisés pour former la 8./NJG 11.

Le II./JG 300 est connu en tant que II.(Sturm)/JG 300 à partir de juillet 1944. 

En août 1944, le II./JG 300 augmente ses effectifs à quatre Staffeln :
- 5./JG 300 inchangée
- 6./JG 300 inchangée
- 7./JG 300 à partir de l'ancienne 4./JG 300

- 8./JG 300 nouvellement créée (septembre 1944)

Gruppenkommandeur :
| Début             | Fin               | Grade        | Nom                          |
| ----------------- | ----------------- | ------------ | ---------------------------- |
| 20 août 1943      | 26 septembre 1943 | Major        | Kurt Kettner                 |
| 27 septembre 1943 | 29 juin 1944      | Hauptmann    | Kurd Peters (blessé)         |
| juillet 1944      | octobre 1944      | Hauptmann    | Gerhard Döhler (par intérim) |
| octobre 1944      | février 1945      | Major        | Alfred Lindenberger          |
| 23 février 1945   | 16 avril 1945     | Oberleutnant | Waldemar Radener             |
| 16 avril 1945     | 8 mai 1945        | Hauptmann    | Karl-Heinz Dietsche          |

### III.Gruppe
Formé le 20 août 1943 à partir du III./JG Hermann avec :
- Stab III./JG 300 à partir du Stab III./JG Hermann
- 7./JG 300 à partir de la 7./JG Hermann
- 8./JG 300 à partir de la 8./JG Hermann
- 9./JG 300 à partir de la 9./JG Hermann

Le Gruppe ne possède pas ses propres avions jusqu'en novembre 1943, et jusque-là, partage les avions avec ceux utilisés par la III./JG 11.
Le 26 novembre 1943, le III./JG 300 est renommé III./JG 302 : 
- Stab III./JG 300 devient Stab III./JG 302
- 7./JG 300 devient 7./JG 302
- 8./JG 300 devient 8./JG 302
- 9./JG 300 devient 9./JG 302

Reformé en novembre 1943 à Wiesbaden-Erbenheim à partir du III./JG 301 avec :
- Stab III./JG 300 à partir du Stab III./JG 301
- 7./JG 300 à partir de la 7./JG 301
- 8./JG 300 à partir de la 8./JG 301
- 9./JG 300 à partir de la 9./JG 301

En juin 1944, le III./JG 300 augmente ses effectifs à quatre Staffeln :
- 7./JG 300 inchangée
- 8./JG 300 inchangée
- 9./JG 300 inchangée
- 10./JG 300 à partir d'éléments prélevés du I./JG 53[164]

Le III./JG 300 est réorganisé en août avec :
- 9./JG 300 inchangée
- 10./JG 300 à partir de l'ancienne 7./JG 300
- 11./JG 300 à partir de l'ancienne 8./JG 300
- 12./JG 300 à partir de la 3./JG 53

la 10./JG 300 est utilisée dès le 1er novembre 1944 pour constituer le II./NJG 11 ; reformée fin novembre 1944 à partir d'éléments de la 9./JG 300.
La 12./JG 300 est dissous en décembre 1944.
Gruppenkommandeur :
| Début             | Fin                | Grade     | Nom                                         |
| ----------------- | ------------------ | --------- | ------------------------------------------- |
| 20 août 1943      | 1er septembre 1943 | Major     | Hans-Joachim von Buchwaldt (mort au combat) |
| 3 septembre 1943  | 23 septembre 1943  | Hauptmann | Max Langer (par intérim, mort au combat)    |
| 24 septembre 1943 | 25 novembre 1943   | ?         | ?                                           |
| ?                 | avril 1944         | Hauptmann | Kurt Lehmann                                |
| avril 1944        | 25 septembre 1944  | Major     | Iro Ilk (mort au combat),                   |
| 26 septembre 1944 | ?                  | Major     | Hans-Karl Kamp (par intérim)                |
| ?                 | 6 décembre 1944    | Hauptmann | Herbert Nölter                              |
| 7 décembre 1944   | 31 décembre 1944   | Major     | Hans-Karl Kamp (mort au combat)             |
| 1er janvier 1945  | 2 mars 1945        | Hauptmann | Peter Jenne (par intérim, mort au combat)   |
| 12 mars 1945      | 8 avril 1945       | Major     | Johannes Sieckenius                         |
| 8 avril 1945      | 8 mai 1945         | Hauptmann | Fritz Lonzius                               |

### IV.Gruppe
Formé le 10 octobre 1944 à Reinsdorf à partir du I./JG 76 avec :
- Stab IV./JG 300 à partir du Stab I./JG 76
- 13./JG 300 à partir de la 1./JG 76
- 14./JG 300 à partir de la 2./JG 76
- 15./JG 300 à partir de la 3./JG 76
- 16./JG 300 à partir de la 4./JG 76

Gruppenkommandeur :
| Début           | Fin        | Grade     | Nom                    |
| --------------- | ---------- | --------- | ---------------------- |
| 10 octobre 1944 | avril 1945 | Hauptmann | Heinrich Offterdinger  |
| avril 1945      | 8 mai 1945 | Major     | Schröder (par intérim) |

### Ergänzungsstaffel/JG 300
Formé en août 1943 en Allemagne et probablement basé à Bonn-Hangelar.

L'Ergänzungsstaffel/JG 300 est dissous en août 1944.